# Raymond Tim-Kee
Raymond Tim-Kee, mort le 8 décembre 2019 à Port-d'Espagne, est une personnalité politique et un président de la Fédération de Trinité-et-Tobago de football.

## Biographie
Il est président de la Fédération de Trinité-et-Tobago de football de novembre 2012 à décembre 2015.
Il est élu maire de Port-d'Espagne en novembre 2013.
Les funérailles, catholiques, ont lieu dans l‘église Sainte-Thérèse de Port d’Espagne le 15 décembre 2019.